# Anjirō
Anjirō (アンジロー, también conocido como Yajirō, ヤジロー o ヤジロウ; o Anjero アンジェロ), fue un misionero e intérprete japonés procedente de la Provincia de Satsuma. Entre los portugueses era conocido como Angiró antes de ser bautizado con el nombre cristiano portugués Paulo de Santa Fé. Vivió entre 1511 y 1550.
Es recordado por haber acompañado a los jesuitas san Francisco Javier, Cosme de Torres y Juan Fernández en la primera misión cristiana en Japón.
Tras haber cometido un homicidio en su tierra natal, se incorporó a la compañía portuguesa de Fernão Mendes Pinto, con la que viajó hasta Goa, donde se encontró con Francisco Javier. Se incorporó al grupo de misioneros como traductor.